# Carlos Ramírez Zancas
Carlos Ramírez Zancas (Tomelloso, 11 de setembre de 1938) fou un futbolista castellanomanxec de la dècada de 1960.

## Trajectòria
Era un mig centre o interior de gran tècnica. Començà a destacar al Reial Valladolid, on jugà quatre temporades a primera divisió un total de 89 partits. Fou, jugant a aquest club, un dels botxins del primer descens de l'Espanyol a Segona. L'any 1964 fitxà pel RCD Espanyol, on coincidí amb la davantera dels 5 dofins. En total jugà 71 partits de lliga i 5 més a Europa amb l'equip. L'arribada d'homes com Lico i Jesús Glaría forçaren la seva marxa del club, que es produí l'any 1968. El seu darrer club fou l'Elx CF, club on jugà dues temporades més a primera divisió.